# Sinfonieorchester Gunma

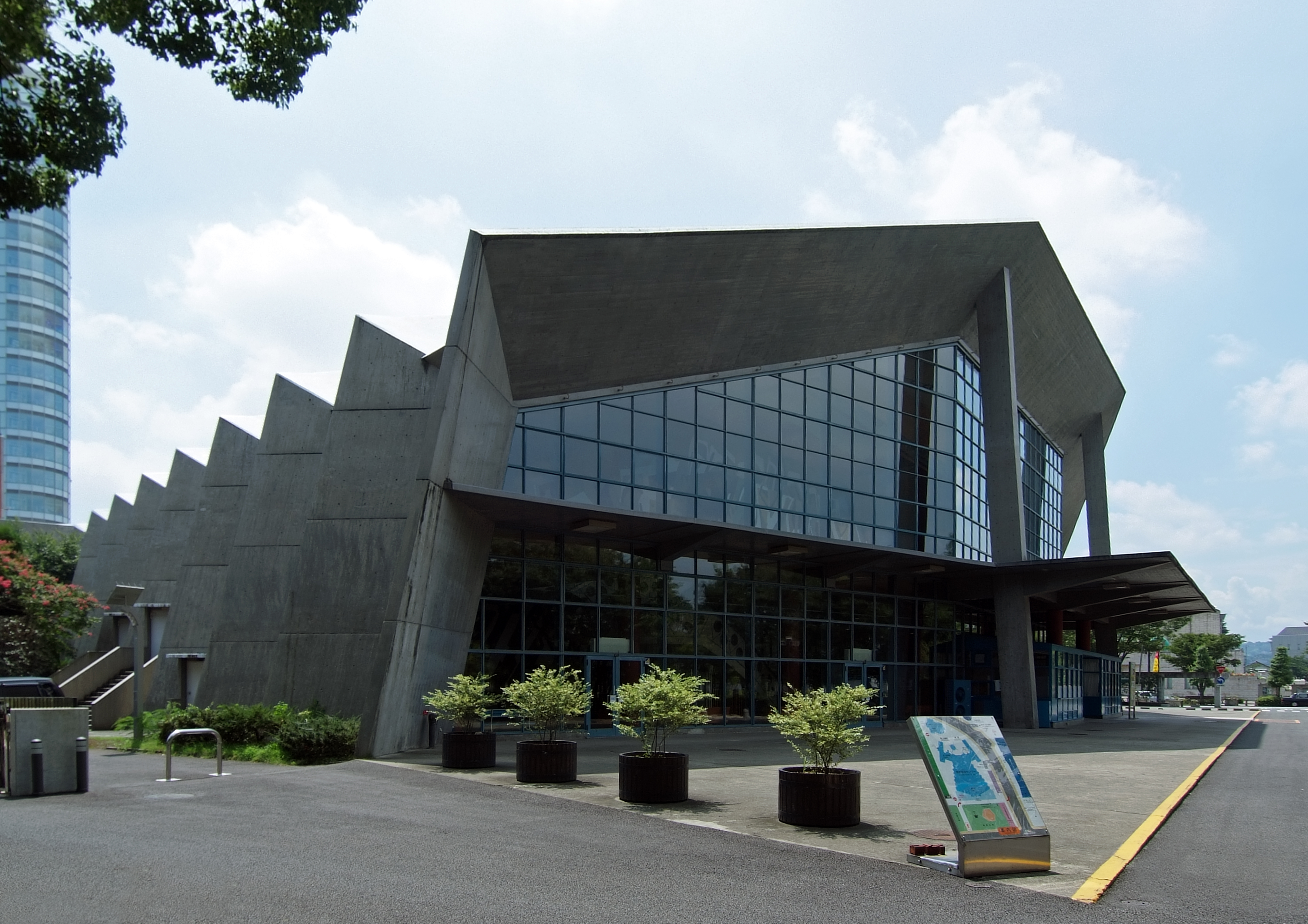
Das „Gunma Music Center“, Hauptspielort des Sinfonieorchesters Gunma

Das Sinfonieorchester Gunma (jap. 群馬交響楽団, Gunma Kōkyō Gakudan; kurz: 群響, Gunkyō) ist ein professionelles japanisches Sinfonieorchester mit Hauptsitz in Takasaki, Präfektur Gunma. Es ist reguläres Mitglied der japanischen Orchester-Vereinigung. Gegenwärtiger musikalischer Direktor ist Naoto Ōtomo, Gastdirigent Martin Turnovský, Ehrendirigent Ken Takaseki.

## Überblick
Das Orchester wurde 1945 als „Bürgerorchester Takasaki“ (高崎市民オーケストラ, Takasaki Shimin Ōkesutora) gegründet und ein Jahr später in „Philharmonieorchester Gunma“ umbenannt. 1947 erreichte es den Status eines professionellen Orchesters, dessen Rechtsform sich 1949 in eine rechtsfähige Stiftung wandelte. Die Bezeichnung, die das Orchester heute noch trägt, erhielt es 1963. Seitdem 1961 mit der Unterstützung der Stadtbewohner das „Gunma Musci Center“ erbaut wurde, ist dieses auch der Hauptspielort des Orchesters.
1963 kam es zu Unstimmigkeiten zwischen dem Vorstand des Orchesters und den Musikern, in deren Folge 21 der 32 Musiker ihre Kündigung einreichten. Der Konflikt wurde letztlich durch den Rücktritt des Orchestervorstandes, der zugleich Bürgermeister von Takasaki war, gelöst. 1968 spielte das Orchester auf Bitte der Präfektur hin das „Lied der Präfektur Gunma“, das für jede japanische Präfektur individuell festgesetzte Präfekturlied, ein, das bis heute zum Sendebeginn und zum Sendeschluss des lokalen Fernsehsenders ausgestrahlt wird.

## Ehemalige Dirigenten
- 1946: Naotada Yamamoto
- 1949: Yoshijiru Koike
- 1961: Masao Kai
- 1963: Hans Hörner
- 1968: Shinji Tōyama
- 1974: Ario Ban
- 1978: Kōtarō Satō
- 1981: Kōji Toyoda
- 1987: Yukinori Tezuka
- 1993: Ken Takaseki
- 2010: Ryūsuke Numajiri
- 2013: Naoto Ōtomo